# Desert Palms
Desert Palms es un lugar designado por el censo ubicado en el condado de Riverside en el estado estadounidense de California. En el año 2010 tenía una población de 6,957 habitantes.

## Geografía
Desert Palms se encuentra ubicado en las coordenadas 33°46′44″N 116°17′34″O / 33.77889, -116.29278.